# Frederick Xavier Katzer

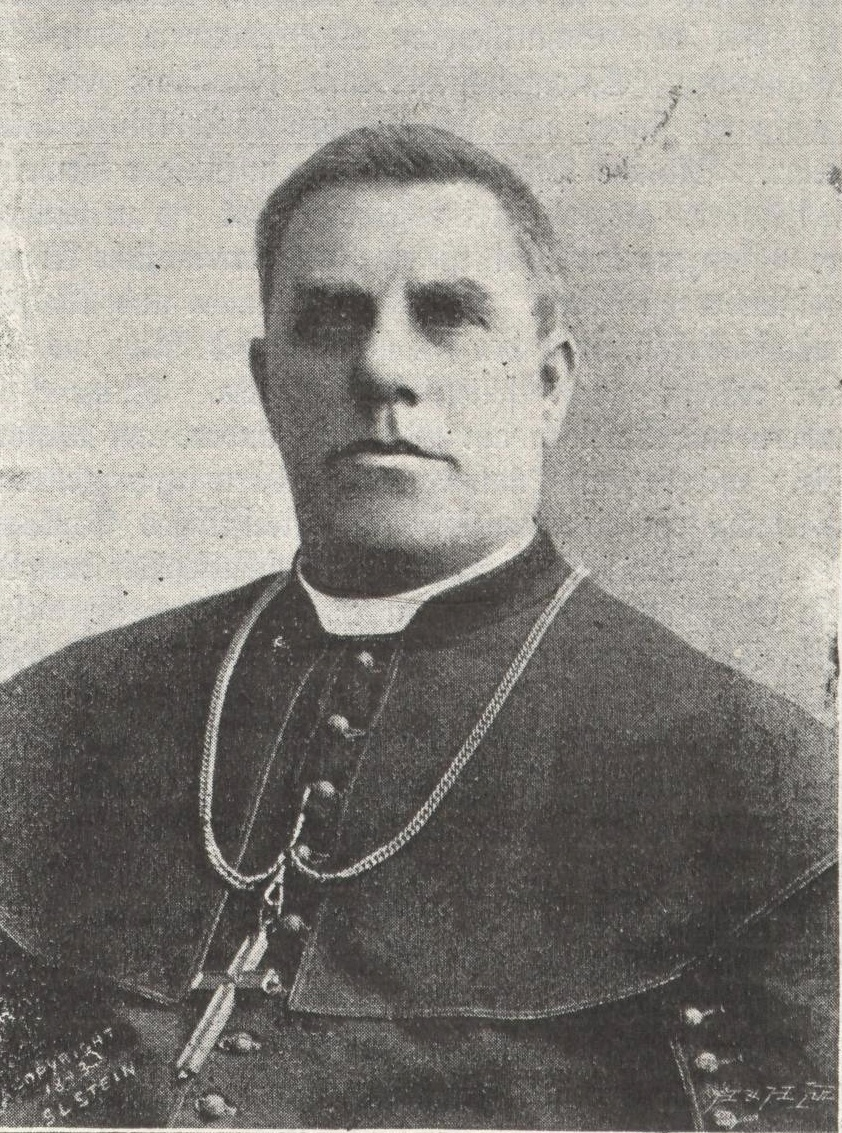
Erzbischof Friedrich Xaver Katzer, 1893

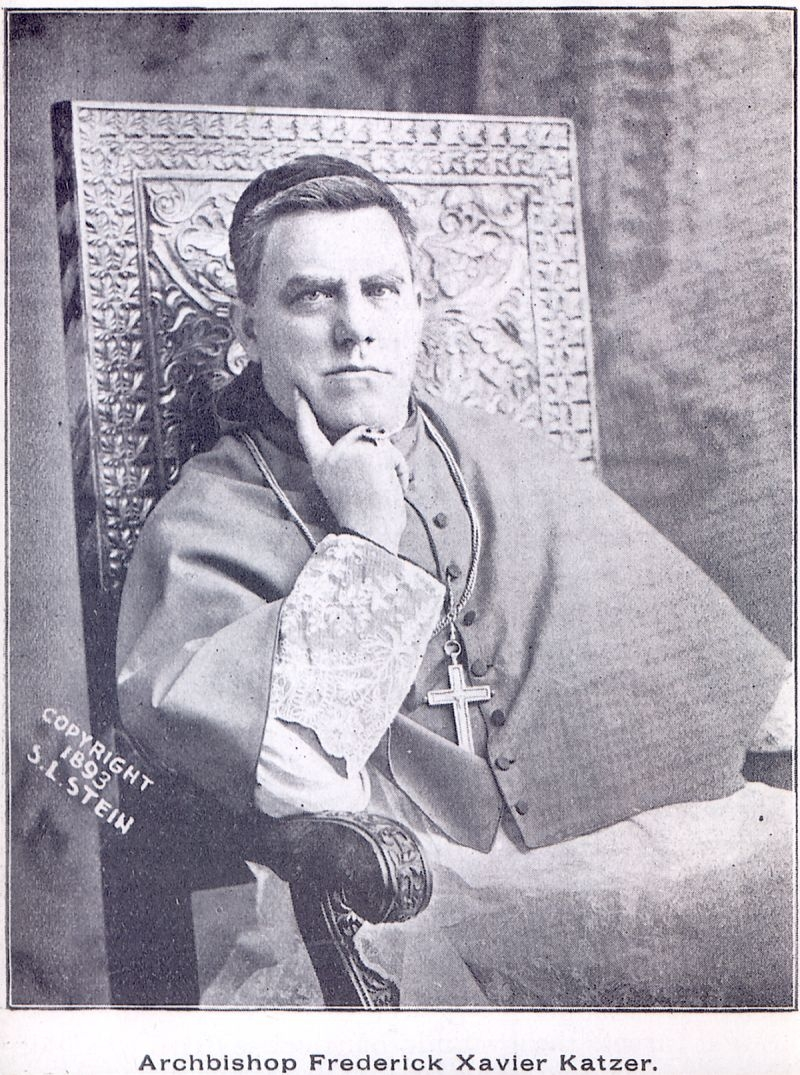
Erzbischof Friedrich Xaver Katzer

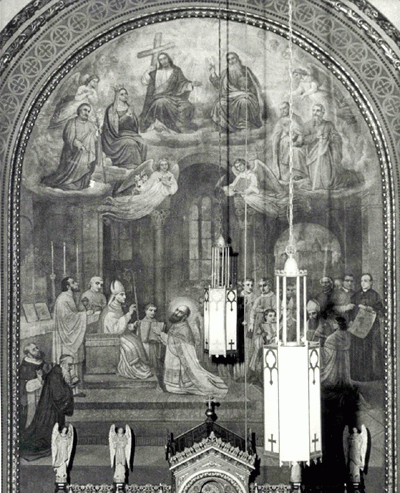
1888 gefertigtes Wandgemälde im St. Francis Seminary (Salesianum) Milwaukee; Bischof Katzer ist die 2. Person von rechts

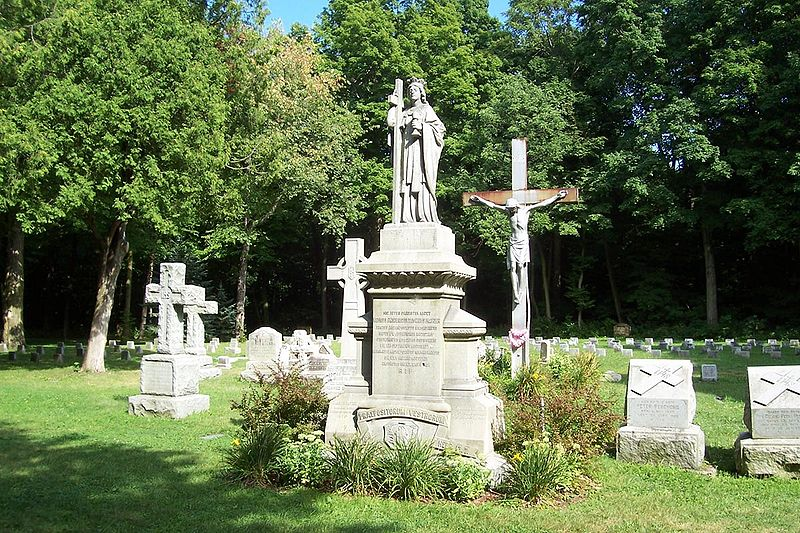
Grab von Erzbischof Katzer, Friedhof St.Francis Seminary, Milwaukee

Frederick Xavier Katzer, geboren als Friedrich Xaver Katzer (* 7. Februar 1844 in Ebensee, Oberösterreich; † 20. Juli 1903 in Fond du Lac) war ein österreichischer Geistlicher und römisch-katholischer Erzbischof von Milwaukee.

## Leben
Friedrich Xaver Katzer wurde als Sohn der Eheleute Karl und Barbara Katzer in Ebensee geboren. Die Mutter war eine geborene Reinhardtsgruber und stammte aus Mähren. 1847 zog die Familie nach Gmunden um. Dort besuchte der Sohn die Schule und trat 1857 in das von Jesuiten geführte Knabenseminar auf dem Linzer Freinberg ein. Nachdem Katzer hier die Gymnasialfächer und Philosophie studiert hatte, hörte er vom Priestermangel in Nordamerika und folgte mit 20 Jahren dem slowenischen Indianermissionar Franz Pirc dorthin, wo er am 19. Mai 1864 eintraf.
Zunächst wandte sich Friedrich Xaver Katzer nach St. Paul (Minnesota), wo der dortige Bischof die Priesterkandidaten wegen ihrer großen Anzahl nicht mehr aufnehmen konnte. Deshalb wollte er zu Baltimore in den Jesuitenorden eintreten, kam dann aber in Kontakt mit seinem Landsmann Pater Josef Salzmann, der in Milwaukee das St. Francis Seminary (auch Salesianum genannt) gegründet hatte und ihm anbot, dort seine Studien zu vollenden. Am 21. Dezember 1866 erhielt er hier die Priesterweihe und lehrte danach als Professor am Seminar, in den Fächern Mathematik, Philosophie und Dogmatik. Diese Lehrstellung übte Katzer 9 Jahre lang aus.
Auf Ansuchen seines Freundes, des bayerischen Bischofs Franz Xaver Krautbauer (1821–1885), kam Katzer 1875 in dessen Bistum Green Bay, wo er zunächst als Kathedralpfarrer, dann ab 1878 als Generalvikar wirkte. Nach Bischof Krautbauers plötzlichem Tod bestimmte ihn Papst Leo XIII. am 13. Juli 1886 zum Nachfolger. Die Bischofsweihe empfing er am 21. September gleichen Jahres durch Erzbischof Michael Heiß von Milwaukee. Katzer führte die engagierte Aufbauarbeit seines Vorgängers fort, u. a. errichtete er eine Kirche und mehrere Schulen. Er legte besonderen Wert auf die Förderung deutscher, katholischer Erziehungsinstitute.
Als Michael Heiß 1890 verstarb, folgte ihm Friedrich Xaver Katzer am 30. Januar 1891 als Erzbischof von Milwaukee im Amt nach; am 21. August 1891 empfing er das Pallium. Bei einem Rombesuch erteilte der Erzbischof 1895 den Schwestern des Göttlichen Heilandes (Salvatorianerinnen) die Erlaubnis in der Stadt Milwaukee eine Niederlassung zu gründen. Über ihn gelangte der Orden nach Amerika und breitete sich in den Vereinigten Staaten aus. Katzer war ein erklärter Gegner der Freimaurerlogen und von geheimen Gesellschaften wie den Pythias-Rittern.
Um 1900 zeigte sich ein Leber- und Nierenleiden, an dem er schließlich verstarb. Beim letzten seiner drei Heimatbesuche, im Sommer 1902, lud man Erzbischof Katzer am 18. August, dem Geburtstag des Kaisers, zur Festtafel in die Kaiservilla ein. Nur wenige Monate später war er tot. An seinem Begräbnis auf dem Friedhof des St. Francis Seminary zu Milwaukee nahmen 40.000 Menschen teil und alle großen amerikanischen Zeitungen würdigten seine Verdienste.
Im St. Francis Seminary (Salesianum) Milwaukee, wo Friedrich Xaver Katzer geweiht wurde und 9 Jahre unterrichtete, fertigte der aus Hainstadt in Baden stammende Maler Johann Schmitt 1888 in der Kapelle ein Wandgemälde mit dem Titel „Die Konsekration des Hl. Franz von Sales“. Auf der rechten Seite gruppierte er Statisten hinein, die nichts mit der Originalbegebenheit zu tun hatten, aber für die Kirchengeschichte Wisconsins bedeutsam waren. Auf einem erhaltenen Foto sind von rechts beginnend folgende nebeneinander stehende Personen identifizierbar: Pater Josef Salzmann (der Gründer des Seminars, mit dem Plan in der Hand), Bischof Friedrich Xaver Katzer und Bischof Johann Martin Henni (mit vollem weißen Haar; in dessen Wirkungszeit das Seminar gegründet wurde). Leider hat man das prachtvolle und kirchengeschichtlich interessante Bild 1972 überstrichen.